# Cratyna curtipennis
Cratyna curtipennis is een muggensoort uit de familie van de rouwmuggen (Sciaridae). De wetenschappelijke naam van de soort is voor het eerst geldig gepubliceerd in 1926 door Edwards.